# Ingeborg Tetzlaff
Ingeborg Tetzlaff, verheiratete Heiderich (* 1907; † 1994) war eine deutsche Kunsthistorikerin und Autorin.
Ihr Spezialgebiet war die romanische Kunst in Frankreich.

## Veröffentlichungen
- Malta und Gozo - Köln : DuMont, 1977–1990 mehrere Auflagen
- Romanische Engelsgestalten in Frankreich - Köln : DuMont, 1987
- Drei Jahrtausende Provence - Köln : DuMont, 1985
- Romanische Kapitelle in Frankreich - Köln : DuMont, 1976–1985,  mehrere Auflagen
- Romanische Portale in Frankreich - Köln : DuMont, 1977–1985, mehrere Auflagen
- Stufen - Merzhausen : Uhu-Presse im Waldkircher Verlag, 1984 - zusammen mit Arne Heiderich
- Griechische Vasenbilder - Köln : DuMont, 1980
- De Provence - De Bilt : Cantecleer, 1979, 1. bijdr.
- Die Provence - Köln : DuMont, 1975–1979, mehrere Auflagen
- Einladung nach Sardinien. Ein Reiseführer - Frankfurt a. M. : Fischer-Bücherei, 1970
- Einladung nach Sardinien - München : Langen/Müller, 1965
- Die unvergängliche Stunde - Hannover : Sponholtz, 1948
- Das tapfere Schneiderlein - Leipzig : Haessel, Verl., 1940

| Personendaten    | Personendaten                          |
| ---------------- | -------------------------------------- |
| NAME             | Tetzlaff, Ingeborg                     |
| ALTERNATIVNAMEN  | Heiderich, Ingeborg (Ehename)          |
| KURZBESCHREIBUNG | deutsche Kunsthistorikerin und Autorin |
| GEBURTSDATUM     | 1907                                   |
| STERBEDATUM      | 1994                                   |